# Final Doom
Final Doom es un videojuego de disparos en primera persona que utiliza el motor de juego, objetos y personajes de Doom II, lanzado en 1996 y distribuido como un producto oficial de id Software.
Final Doom consiste en dos megawads (archivos de nivel) de 32 niveles cada uno: The Plutonia Experiment (el experimento Plutonia) por los hermanos Casali, y TNT: Evilution por TeamTNT. Además de las versiones para PC, Final Doom fue lanzado también para la PlayStation; esa versión incluía una selección de niveles de Final Doom y los Master Levels para Doom II combinados en un juego.

## Modo de juego
Final Doom es un juego que no necesita de Doom II para ejecutarse. La versión de PC es ampliamente considerada como significativamente más difícil que Doom o Doom II.
El modo de juego de la conversión a PlayStation de Final Doom es prácticamente idéntico al que se encuentra en la conversión a PlayStation de Doom, aunque se redujo significativamente el nivel de dificultad en relación con el original de PC, dándole así un nivel de dificultad más cercano a ese título. Muchos de los niveles más duros fueron eliminados y aquellos que permanecieron en ocasiones tenían menos enemigos (de manera más notable, el Cyberdemon es eliminado del nivel "Baron's Lair"). También, como en la edición original de PlayStation de Doom, muchos de los niveles más grandes del título original de PC fueron eliminados, debido a limitaciones técnicas. Otra característica notable fue un cambio en la música, donde los tracks de rock más tradicionales que estaban en Doom fueron reemplazados por una música de ambiente más espeluznante hecha por Aubrey Hodges, quien hizo después la música para Doom 64.
Hay varias alteraciones notables a la presentación de Final Doom en la PlayStation en comparación con el original de PC. Las pantallas de título simples representadas en la versión de PC habían sido reemplazadas por una pantalla de título más elaborada que representa la textura animada del cielo cubierto en llamas de la versión original de PlayStation de Doom. También, muchas de las texturas del cielo en los niveles habían sido reemplazadas por otras diferentes - los cielos de algunos niveles son reemplazados por texturas de cielos vistas en previos juegos de Doom, mientras que otros tienen una nueva y llena de estrellas textura de cielo no vista previamente. Finalmente, debido a la complejidad que presentaban muchos de los mapas, la mayoría de los niveles son simplificados de manera similar a muchos otros ports de previos juegos de Doom y la tasa de imágenes por segundo del juego es a veces menor que la que estaba en el primer juego de Doom de PlayStation. Esto se debe a que muchos de los niveles de PC originales habían sido diseñados como más complejos que aquellos que estaban en los juegos originales de Doom, porque, debido a que la versión original de PC de Final Doom fue lanzada varios años después de ellos, los jugadores potenciales del juego generalmente habrían actualizado sus equipos al punto de que podrían jugar dichos niveles.

## Argumento

### The Plutonia Experiment
Después de la catastrófica invasión del Infierno a la Tierra, los gobiernos del mundo deciden tomar medidas contra cualquier invasión futura posible, sabiendo que los poderes del Infierno aún permanecen fuertes. La UAC es fundada nuevamente bajo una dirección completamente nueva (los viejos administradores e inversionistas estaban todos muertos de cualquier manera) y pretende desarrollar herramientas que puedan prevenir las invasiones demoníacas.
Los científicos comienzan a trabajar en un dispositivo conocido como el Quantum Accelerator (acelerador cuántico) que es planeado para cerrar los portales y detener posibles invasiones. Los experimentos se llevan a cabo en un complejo de investigación secreto, con un destacamento de marines estacionado. El trabajo parece estar yendo bien, pero las criaturas del exterior dirigen su atención hacia la nueva investigación. Un portal se abre en el corazón del complejo y se vuelcan horrores antinaturales. El Quantum Accelerator funciona estupendamente: el portal es rápidamente cerrado y la invasión es detenida. La investigación continúa más con más seguridad.
Al día siguiente, un anillo de 7 portales se abre y comienza una invasión incluso mayor. Por una hora los Quantum Accelerators logran cerrar 6 de los portales, pero el ejército del infierno se ha vuelto muy numeroso y muy fuerte. El complejo es invadido. Todos son asesinados, o zombificados. El último portal del infierno permanece abierto, manejado y cuidado por un guardia: un poderoso, enorme y antiguo demonio que tiene el poder de abrir portales dimensionales y controlarlos o protegerlos.
El gobierno, desesperado porque el Quantum Accelerator fuera destruido o utilizado contra la humanidad, ordena a todos los marines ir al sitio. El jugador, el marine espacial sin nombre, estaba ausente en la playa. También era el más cercano al sitio y entra ahí primero. Ahí descubre que hay mucha actividad demoníaca (aullidos, cánticos, sonidos de máquinas) dentro del complejo; el guardián está obviamente trabajando en algo, y su trabajo pronto alcanzaría un horrible clímax. También se da cuenta de que cuando los marines lleguen, no serán capaces de penetrar el complejo fuertemente infestado, sin importar el poder de fuego y apoyo que tengan. El marine decide entrar al complejo y detener por sí mismo al guardián.

### TNT: Evilution
En TNT: Evilution, la UAC una vez más trata de desarrollar y experimentar con la tecnología de puertas dimensionales. Establecen una base en Ío, una de los satélites de Júpiter, con un sólido destacamento de marines espaciales para su protección. Los marines hacen bien su trabajo: cuando la primera puerta experimental es abierta, aniquilan a las fuerzas del infierno. La investigación continúa con más confianza y todas las medidas de seguridad se concentran en el portal.
Unos pocos meses después, la nave de suministros anuales llega con antelación, y luce extraña e inusualmente grande en el radar. Los descuidados operadores del radar deciden que no hay nada de qué preocuparse. El personal de la base sale para contemplar la terrible verdad: es una nave espacial del infierno, construida de acero, piedra, carne, huesos y corrupción. Las enormes puertas de la nave se abren para desatar una lluvia de demonios en la base. Rápidamente, la instalación completa es invadida, y todos son asesinados o zombificados.
El personaje principal, el marine espacial sin nombre (quien se revela que es el comandante de los marines en el satélite) se encontraba ausente en ese momento y por eso logra escapar de la muerte o la zombificación. Después de ser atacado por un imp, se apresura a regresar a la base donde ve la nave espacial de los demonios sobrevolando aún sobre ellos y se da cuenta de lo sucedido. Entonces jura que vengaría a sus tropas asesinadas y decide matar tantos demonios como le sea posible.
Al final, el marine derrota al Icon of Sin, el "escupidor de demonios", y el juego describe que "algo retumba a la distancia. Una luz azul brilla dentro del cráneo en ruinas del escupidor de demonios".

## Niveles

### The Plutonia Experiment
- MAP01: Congo
- MAP02: Well of Souls
- MAP03: Aztec
- MAP04: Caged
- MAP05: Ghost Town
- MAP06: Baron's Lair
- MAP07: Caughtyard
- MAP08: Realm
- MAP09: Abattoire
- MAP10: Onslaught
- MAP11: Hunted

- MAP12: Speed
- MAP13: The Crypt
- MAP14: Genesis
- MAP15: The Twilight
- MAP16: The Omen
- MAP17: Compound
- MAP18: Neurosphere
- MAP19: NME
- MAP20: The Death Domain
- MAP21: Slayer
- MAP22: Impossible Mission

- MAP23: Tombstone
- MAP24: The Final Frontier
- MAP25: The Temple of Darkness
- MAP26: Bunker
- MAP27: Anti-Christ
- MAP28: The Sewers
- MAP29: Odyssey of Noises
- MAP30: The Gateway of Hell
- MAP31: Cyberden (nivel secreto)
- MAP32: Go 2 It (nivel secreto)

### TNT: Evilution
- MAP01: System Control
- MAP02: Human BBQ
- MAP03: Power Control
- MAP04: Wormhole
- MAP05: Hanger
- MAP06: Open Season
- MAP07: Prison
- MAP08: Metal
- MAP09: Stronghold
- MAP10: Redemption
- MAP11: Storage Facility

- MAP12: Crater
- MAP13: Nukage Processing
- MAP14: Steel Works
- MAP15: Dead Zone
- MAP16: Deepest Reaches
- MAP17: Processing Area
- MAP18: Mill
- MAP19: Shipping/Respawning
- MAP20: Central Processing
- MAP21: Administration Center
- MAP22: Habitat

- MAP23: Lunar Mining Project
- MAP24: Quarry
- MAP25: Baron's Den
- MAP26: Ballistyx
- MAP27: Mount Pain
- MAP28: Heck
- MAP29: River Styx
- MAP30: Last Call
- MAP31: Pharaoh (nivel secreto)
- MAP32: Caribbean (nivel secreto)

## Desarrollo
El trabajo en TNT: Evilution fue iniciado por el TeamTNT, un grupo de personas con el hobby de hacer WADs de Doom, que eran activos en la lista de correo de edición avanzada de Doom. Días antes de ser lanzado como una descarga gratuita en línea, el proyecto fue adquirido por id Software, y finalizó en noviembre de 1995.
Los hermanos Dario y Milo Casali, quienes habían contribuido con cuatro niveles para TNT: Evilution, fueron asignados para crear lo que sería Plutonia después de haber mandado un WAD de ocho niveles que habían creado a American McGee y trataron de impresionarlo junto con el resto del equipo de id Software. Ellos crearon cada quién 16 niveles para Plutonia en un tiempo de cuatro meses, y los enviaron en enero de 1996. A diferencia de sus contribuciones en TNT: Evilution, que fueron editadas después del envío (cuatro fueron también rechazadas debido a ser muy grandes para correr en las computadoras de la época), estas fueron las revisiones finales de los niveles, y Dario Casali comentó después sobre el hecho de que no fue pedido algún cambio, "Gracias a Dios porque yo estaba listo para tirar mi computadora por la ventana en ese entonces".
Dario Casali abordó el nivel de dificultad del episodio de Plutonia en una entrevista en Doomworld, diciendo que "Plutonia siempre estuvo pensada para gente que había terminado Doom 2 en nivel difícil y estaba buscando un nuevo reto. Yo siempre jugué el nivel que había hecho en difícil, y si podía superarlo muy fácilmente, lo hacía más difícil, tal que fuera un reto para mí".

## Recepción
PlayStation Magazine le dio una puntuación de 9/10, llamándolo "esencial".